# Académie Christophe Tiozzo
 (octobre 2023).
L'Académie Christophe Tiozzo est une association française loi de 1901 créée en avril 2008 dont le but est de promouvoir la pratique de la boxe dans les quartiers classés politique de la ville.

## Origine
Cette association a été fondée par Christophe Tiozzo, champion du Monde des super moyens WBA avec l’aide de Thomas Piquemal, alors associé-gérant de Lazard Frères.
Le projet de L’Académie voit le jour après les émeutes de Villiers-le-Bel : Tiozzo, qui a lui-même vécu une partie de sa jeunesse en Seine-Saint-Denis, dans la cité de la Courtille, dit avoir « voulu faire quelque chose pour ces jeunes, leur apprendre à boxer pour les calmer et leur éviter de faire des conneries ». 
En avril 2008, l’Académie ouvre sa première salle au gymnase Émile-Zola de Villiers-le-Bel, entre le quartier de La Cerisaie et celui de Derrière les murs (ZAC) .

## Développement
Pour se développer, L’Académie poursuit une double approche : la création de clubs de boxe d’une part et d'autre part la labellisation de clubs déjà existants dont l'objectif est de travailler avec eux sur le volet insertion et de leur permettre d'accéder aux événements sportifs de L'Académie.
Le premier site pilote de L'Association prend forme à Villiers-le-Bel en janvier 2009 dans le gymnase municipal Émile-Zola. Trois clubs suivent : en janvier 2010, à Toulouse dans le quartier du Mirail au sein du centre commercial de Basso Cambo, en octobre 2011 à Paris, dans le quartier de Curial dans le 19e arrondissement, puis en septembre 2012 près d'Orléans, à Saint-Jean de la Ruelle. Le réseau compte, au 1er mars 2013, également 15 clubs labellisés et partenaires à Marseille, Noisy-le-Grand, Nouzonville, Bazeilles, Fumay, Lormont, Grenoble, Paris 17e, Rillieux-la-Pape, Saint-Denis, Les trois Ilets en Martinique, Mantes-la-Jolie, Tours et à Hem.

## Organisation
Christophe Tiozzo et Thomas Piquemal sont les coprésidents d’honneur, Frédéric Virenque est le président et Isabelle Lhermite est la déléguée générale. L'association compte également une responsable administrative, deux assistantes administratives, un pôle insertion composé de trois personnes, une chargée de communication, une chargée d'animation réseau. Au total, ce sont neuf salariés qui s'investissent au quotidien pour développer l'Académie.

## L'insertion sociale
Les Clubs du réseau ont vocation à être des lieux de vie et de mixité sociale, accueillant des publics de tous âges, de toutes conditions, aux capacités différentes (enfants, jeunes, adultes, séniors, femmes, salariés (notamment des entreprises partenaires), chômeurs, personnes handicapées…). Il est en effet important que les licenciés, fonctionnant souvent par groupes de pairs, intimidés par d’autres milieux tels que celui de l’entreprise, croisent sur leur lieu de loisir des personnes ayant des parcours personnels et professionnels différents des leurs. L’objectif est de décloisonner les représentations de chacun, diminuer les appréhensions.
L’Académie met en place des programmes de boxe éducative en direction des plus jeunes et des adolescents afin de leur inculquer des savoirs-être nécessaire à une bonne intégration sociale, des séances d'aéroboxe qui plaisent beaucoup aux femmes et permettent de générer de la mixité des genres dans les clubs ainsi que des séances d'handiboxe organisées avec des enfants et des adultes.
Des stages outdoor sont également organisés en partenariat avec les associations locales. Ils permettent à des enfants et adolescents de découvrir les valeurs inhérentes à la boxe.
L'Académie dispose d'un centre d'entraînement en altitude, à Bolquère Pyrénées 2000, au cœur du parc naturel régional des Pyrénées catalanes, lieu idéal pour des stages oxygénants et dépaysants. Les boxeurs du réseau peuvent ainsi profiter d'un cadre de vie exceptionnel pour se perfectionner en compagnie d'entraîneurs renommés et de Christophe Tiozzo.

## L'insertion professionnelle
L’Association accompagne tous les boxeurs qui le souhaitent et qui sont repérés par les entraîneurs. Ils doivent faire preuve de qualités de savoir-être (sérieux, respect, ponctualité) et justifier d’un an d’assiduité dans le club.
Le Parcours insertion de l’Académie Christophe Tiozzo se veut complémentaire aux dispositifs déjà mis en place pour les personnes à la recherche d’un emploi. C’est un parcours individualisé, basé sur les liens créés avec l’Académicien, se déroulant dans un cadre informel tout en étant structuré. 
L’entraîneur, adulte repère pour les jeunes boxeurs, est le lien permanent avec l’Académicien. Une relation de confiance se noue avec la Chargée d’insertion référente du club. Cette relation de confiance est essentielle pour favoriser l’engagement actif du jeune dans le parcours insertion.   

## Le Tournoi de L'Académie
L’Association a mis en place en 2012, le Tournoi de L’Académie Christophe Tiozzo  en faveur de l’insertion professionnelle. Ces galas en présence de Christophe Tiozzo et organisés grâce au soutien d’ERDF, sont nés, d’une part, de la volonté de valoriser les boxeurs de l’ensemble des 19 Clubs du réseau de l’Association, et d’autre part, de mettre en avant les réussites du travail d’insertion sociale et professionnelle mené par l’Association et ses partenaires en faveur des Académiciens. 

## Soutiens
Le projet est soutenu par de grands groupes et fondations d’entreprises, tels que ERDF, le Groupe Casino, Vinci Construction France, La Fondation EDF, La Fondation d’entreprise Veolia Environnement, Veolia Propreté, la Fondation française des jeux, la Fondation du sport français, La Banque populaire, Brinks, Atalian, Eurazeo, La Fondation SFR, La Fondation solidarité de la société Générale, L'institut Randstad, L'Agence nationale pour la cohésion sociale et l'égalité des chances, et la Fédération française de boxe. Par ailleurs, des subventions publiques ont été octroyées pour les projets locaux, notamment grâce au conseil général et à la préfecture du Val-d'Oise, au conseil régional d'Île-de-France, au conseil régional de Midi-Pyrénées, et à la préfecture de la Haute-Garonne.